# Miklós Horthy
Miklós Horthy de Nagybánya, avstro-ogrski kontraadmiral in regent Madžarske, * 18. junij 1868, Kenderes, Avstro-Ogrska, † 9. februar 1957, Estoril, Portugalska.
Imel je vzdevek "admiral v državi brez morja in regent v kraljevini brez kralja".